# Croix couverte de Beaucaire
La croix couverte de Beaucaire est une croix monumentale située sur le territoire de la commune de Beaucaire, en France.

## Localisation
La croix est située près de la route de Fourques, à la jonction avec la route de la plaine (chemin de Beauvoir), sur le territoire de la commune de Beaucaire, dans le département du Gard, en région Occitanie, en France.

## Historique
Le monument date du XIVe siècle, et est érigé vraisemblablement par Jean de France, Duc de Berry, possiblement en remplacement d'un édifice plus modeste commémorant une halte à Beaucaire lors du rapatriement du corps de Saint Louis des années plus tôt,.
A la fin du XIXe siècle - début XXe siècle la croix est vendue à un antiquaire puis rachetée par la mairie de Beaucaire dans les années 1960 et déposée au musée archéologique de Beaucaire (musée Auguste Jacquet).
La croix est classée au titre des monuments historiques par arrêté du 10 octobre 1906.

## Description
La croix de chemin, de type « Croix couverte », est recouverte d'un portique maçonné en pierre. De style gothique flamboyant, la croix couverte présente la particularité d'être construite sur une base triangulaire,,. Le monument a une hauteur de plus de huit mètres, il est couronné d'une balustrade. Chaque ouverture du triangle est surmonté par une voûte en ogive supportée par des contreforts aux angles.
Elle était semblable à la croix couverte de Villeneuve-lès-Avignon, aujourd'hui disparue.

## Galerie

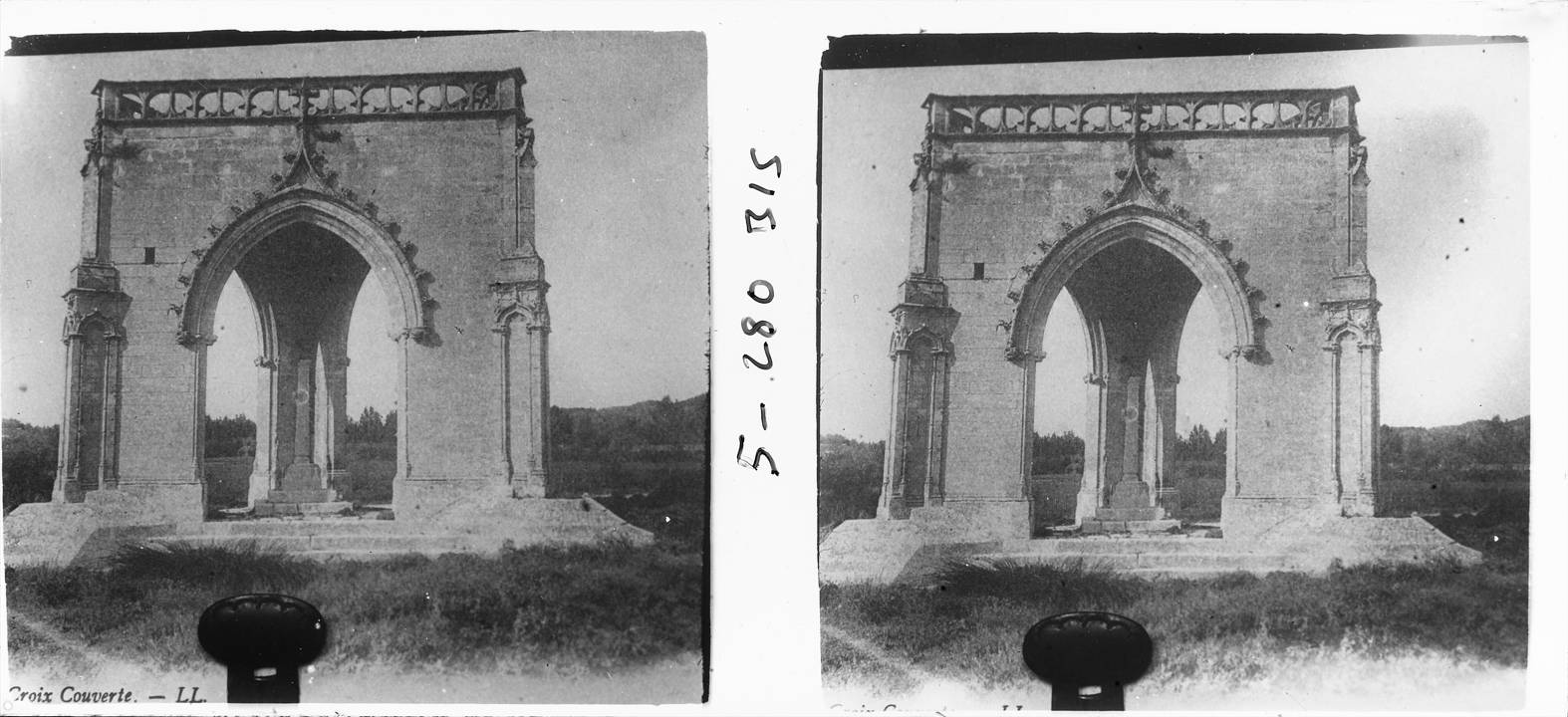
Le monument en 1915
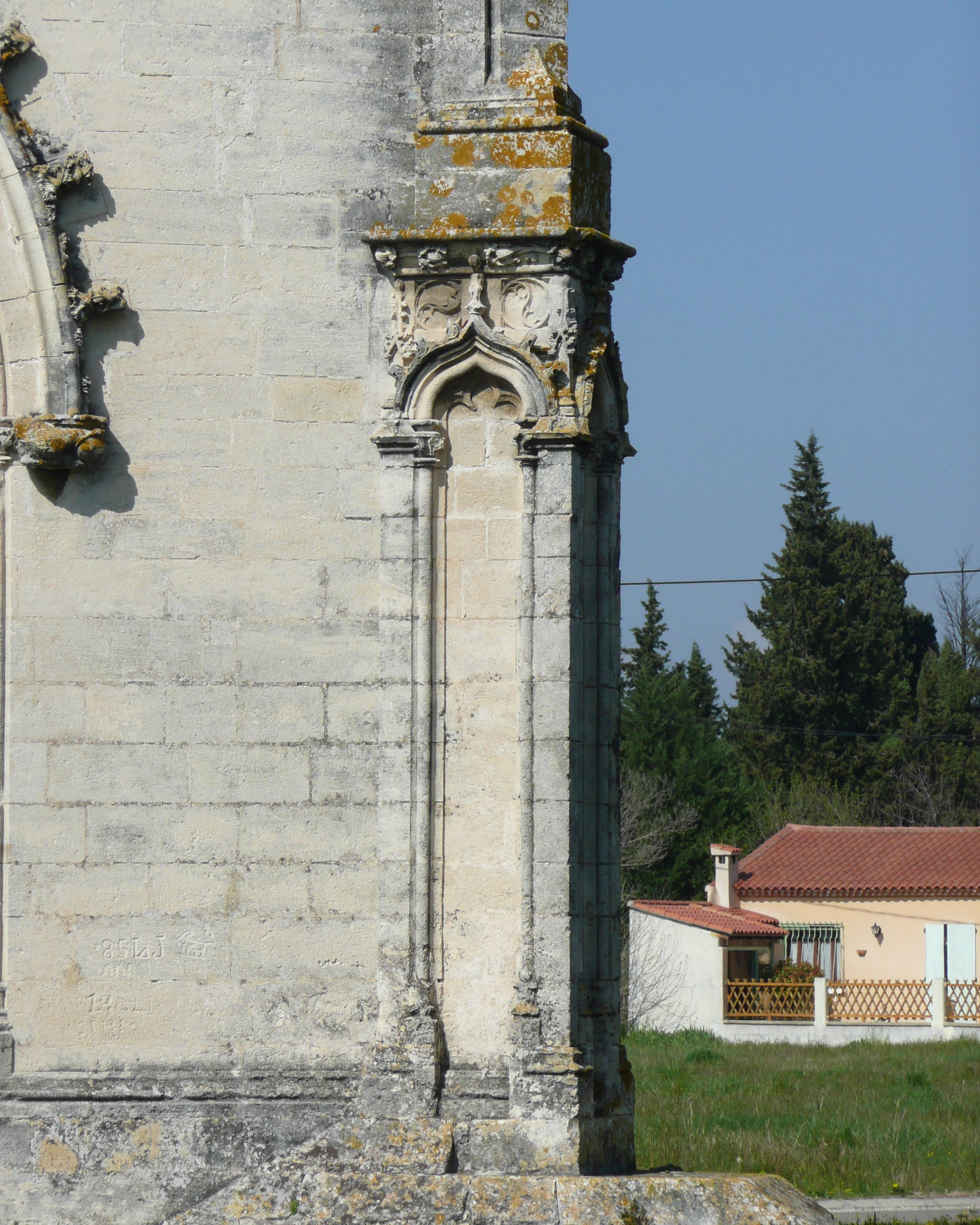
Détail de contrefort
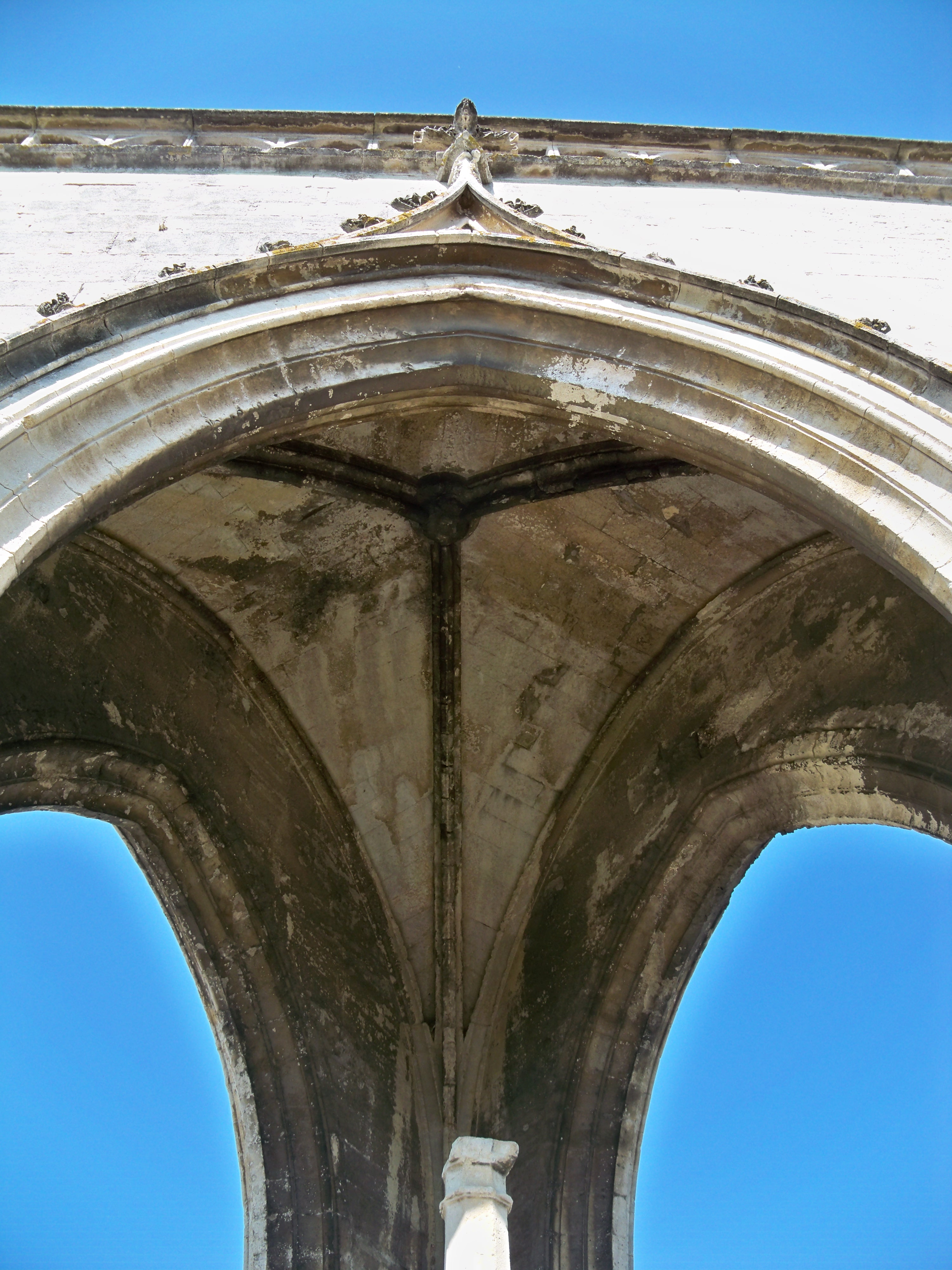
Détail de la voûte